# Xaila

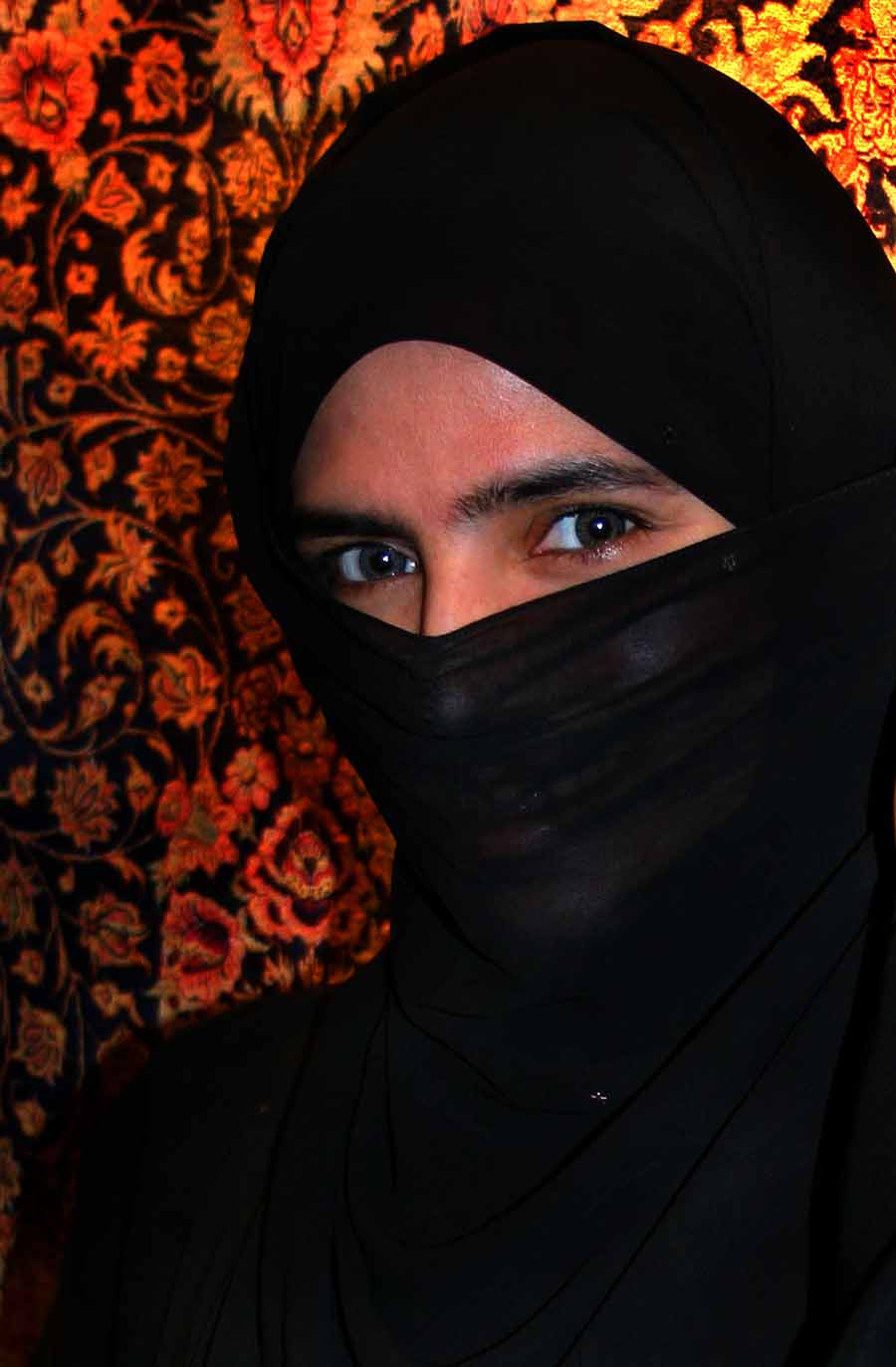
Xaila saudí

Xaila és un vel islàmic usat per dones. En general, és una màscara negra i es considera un tipus de hijab amb forma de mig nicab amb una part de la cara visible. Tradicionalment el fan fan servir algunes dones a l'Aràbia Saudita i altres estats àrabs del Golf Pèrsic.

## Altres tipus de roba en l'islam
- Abaia
- Amira
- Batula
- Boshiya
- Burca
- Burquini
- Gel·laba
- Hijab
- Khimar
- Nicab
- Xador
- Vel